# Pierre Antoine Huot de Goncourt
Pour les articles homonymes, voir Goncourt.
Pierre Antoine Victor Huot de Goncourt est un homme politique français né le 29 juin 1783 à Bourmont (Haute-Marne) et décédé le 11 juillet 1857 à Neufchâteau (Vosges).

## Biographie
Entré à l'école Polytechnique en 1799, il passe en 1801 à l'école d'artillerie de Châlons. Il quitte l'armée en 1811 avec le grade de capitaine et devient entreposeur de tabacs à Neufchâteau. Il est destitué par la Restauration. 
Il est député des Vosges de 1848 à 1851, siégeant à droite comme républicain conservateur. Il est l'oncle de Jules et Edmond de Goncourt.

## Sources
- « Pierre Antoine Huot de Goncourt », dans Adolphe Robert et Gaston Cougny, Dictionnaire des parlementaires français, Edgar Bourloton, 1889-1891 [détail de l’édition]